# Euophrys robusta
Euophrys robusta es una especie de araña saltarina del género Euophrys, familia Salticidae. Fue descrita científicamente por Lei & Peng en 2012.
Habita en China.